# Ucpávka
Ucpávka je druh těsnění, kterým se zamezuje průchodu oddělených kapalin a plynů kolem os, hřídelí, tyčí, táhel a plunžrů, které procházejí skrz oddělující bariéru.
Od jiných druhů těsnění (například pístní kroužek) se ucpávka liší tím, že je montována nikoliv na procházející předmět, ale na oddělující bariéru.

## Ucpávky parních strojů
Konstrukce ucpávek byla velmi důležitá v období rozvoje parních strojů, kdy bylo třeba ovládat mechanické díly uvnitř nádob s horkou párou. Během té doby bylo vyvinuto mnoho konstrukcí ucpávek. Obvyklé druhy ucpávek se skládaly z několika vrstev azbesto-grafitové šňůry stlačené šrouby kolem průchozí tyče.

### Druhy parních ucpávek
- Schmidtova ucpávka - poměrně komplikovaná ucpávka, se sadou speciálně tvarovaných kovových kroužků z různých slitin. Umožňuje malý boční pohyb procházející osy. Byla užívána pro těsnění pístní tyče.
- Haubnerova ucpávka - jednodušší ucpávka se čtveřicí vložek, každá s dvojicí těsnicích kroužků
- Huhnova ucpávka - konstrukčně podobná Haubnerově ucpávce, má ale jiný způsob přitlačování těsnicích kroužků
- Labyrintová ucpávka - soustava kroužků vytváří labyrint, který snižuje únik páry; labyrintové ucpávky se nejvíce používají pro utěsnění prostorů mezi rozváděcím kolem a rotorem parních turbín, dále pro oddělení parního prostoru turbíny a vnější strojovny, jsou používány i pro vysoké tlaky (VT díly TG → např. 5 MPa); tyto ucpávky jsou vhodně doplněny odsáváním/zahlcením jednotlivých prostorů mezi kroužky
- Kingova ucpávka - kombinovaná ucpávka, těsnící pomocí měděného drátu a bavlněné vložky

## Ucpávky v lodní dopravě
Ucpávky mají také velký význam v lodní dopravě, kde zajišťují vodotěsný průchod hřídele lodního šroubu trupem.